# Ostapivka, Nova Odesa
Ostapivka (în ucraineană Остапівка) este un sat în comuna Antonivka din raionul Nova Odesa, regiunea Mîkolaiiv, Ucraina.

## Demografie
Componența lingvistică a localității Ostapivka
     Ucraineană (100%)
Conform recensământului din 2001, toată populația localității Ostapivka era vorbitoare de ucraineană (100%).